# Cunina duplicata
Cunina duplicata är en nässeldjursart som beskrevs av Maas 1893. Cunina duplicata ingår i släktet Cunina och familjen Cuninidae. Inga underarter finns listade i Catalogue of Life.